# Rosamira Guillén Monroy
Rosamira Guillén (Barranquilla, Colombia) es una arquitecta ambientalista y activista colombiana que a través de la Fundación ProyectoTití lucha por la conservación y supervivencia del tití cabeciblanco, especie que habita exclusivamente en bosques del norte de Colombia y que se encuentra en riesgo crítico de extinción debido a la desforestación y al tráfico ilícito de mascotas. En 2017 fue reconocida con el Premio National Geographic Society/Buffett al liderazgo ambiental en Latinoamérica.

## Biografía

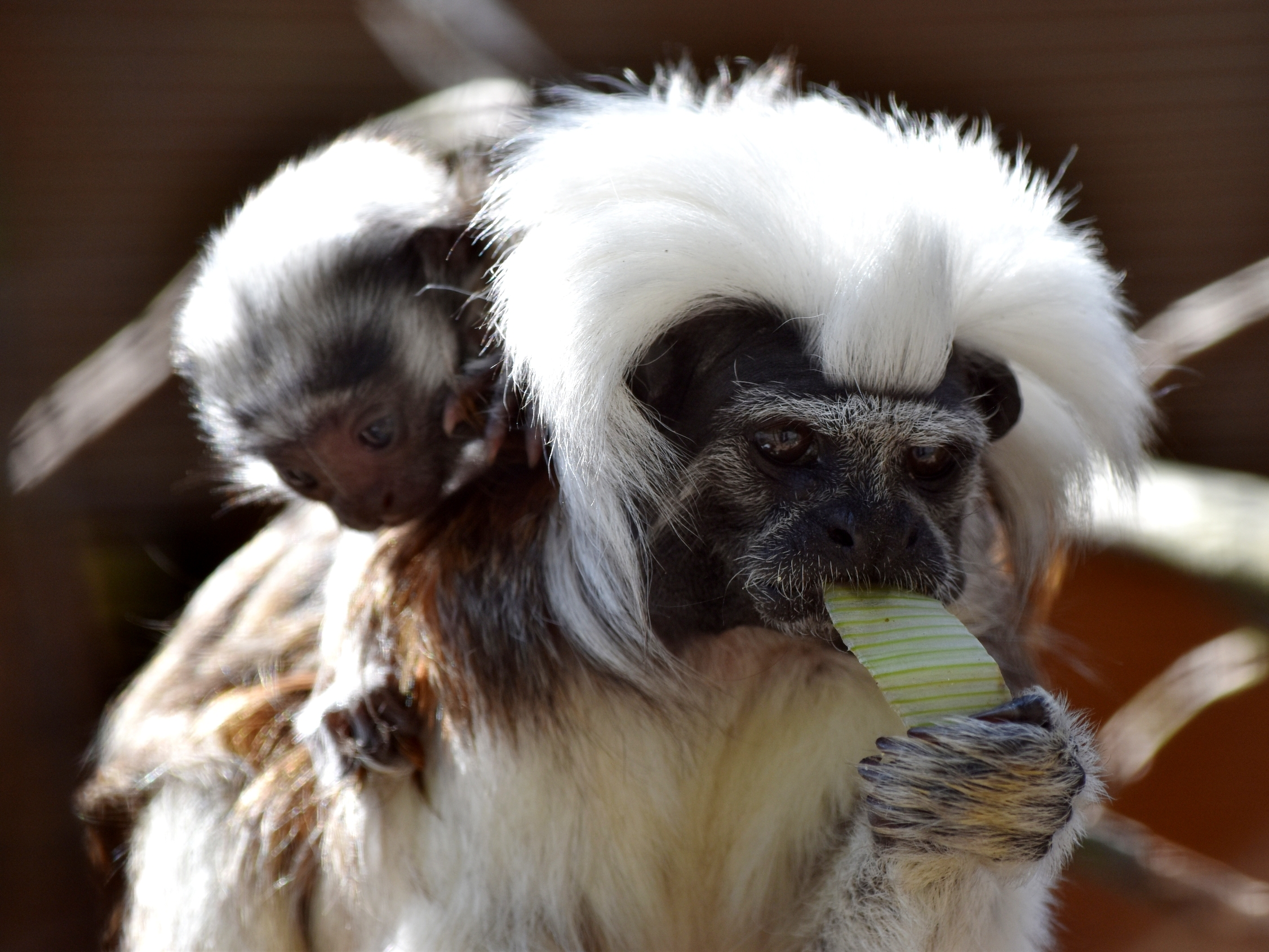
El tití cabeciblanco es una especie endémica de Colombia en peligro crítico de extinción.

Nació en Barranquilla, donde estudió Arquitectura (1982-1987) en la Universidad Autónoma del Caribe. Cuenta con un máster en Arquitectura del paisaje por la Universidad Estatal de Nueva York en Syracuse y es especialista en Gestión del Medio Ambiente por la Universidad Politécnica de Madrid (CEPADE). En 1991 obtuvo una beca Fullbright Scholarship de apoyo a estudios de posgrado.  
Inició su carrera profesional en 1995 en el  Zoológico de Barranquilla, con la función de llevar a cabo tareas de remodelación, y en 2001 fue nombrada directora. Desde 2005 hasta 2007 presidió la Asociación Colombiana de Parques Zoológicos y Acuarios.
Hasta su llegada al zoológico desconocía todo sobre el tití cabeciblanco (saguinus oedipus), especie endémica del norte de Colombia. Su admiración por este pequeño primate en riesgo de extinción, que habita en los departamentos colombianos de Atlántico, Bolívar, Sucre y Córdoba y en el Urabá antioqueño, la llevó a elegirlo como símbolo del zoo, convirtiéndole en la imagen de campañas educativas y de concienciación naturalista. 

### Proyecto Tití
En 2004, se incorporó a la Fundación Proyecto Tití, entidad privada sin ánimo de lucro impulsada por la conservacionista Anne Savage, y de la que es Directora ejecutiva. A partir de ese momento ha centrado sus esfuerzos y sus dotes como activista en la protección de este pequeño mono que tiene amenazada su existencia de forma crítica, según la Unión Internacional para la Conservación de la Naturaleza (UICN). Las causas de que se encuentre en peligro de extinción hay que buscarlas en la desforestación de su territorio, que le lleva a moverse por un hábitat cada vez más pequeño haciéndole más vulnerable, y la caza furtiva para su venta como mascota llevada a cabo por mafias ilegales.
Desde la Fundación Proyecto Tití, Rosamira Guillén protege a esta especie con medidas como el monitoreo de estos animales y su hábitat; la elaboración de programas de desarrollo sostenible para evitar la desforestación mediante acuerdos con las comunidades locales que compiten con los titís por los mismos recursos naturales; la educación de niñas y niños para impulsar su liderazgo como conservacionistas; y numerosas actividades de comunicación en diferentes foros y revistas para concienciar a la sociedad e instituciones sobre la importancia de proteger a esta especie endémica del país.
Entre sus logros están que el tití cabeciblanco forme parte de la agenda de prioridades ambientales de Colombia y que se haya convertido en un símbolo de la conservación de especies. En 2018 fue la mascota de los Juegos Centroamericanos y del Caribe.
Su compromiso con la causa del tití cabeciblanco le valió en 2017 el Premio National Geographic Society/Buffett al liderazgo ambiental en Latinoamérica. Según el jurado:

"Los ganadores de los premios de la National Geographic Society/Buffett han demostrado un liderazgo sobresaliente en la gestión y protección de los recursos naturales en sus regiones y países. Además, cada uno de ellos son defensores inspiradores de la conservación que sirven como modelos a seguir y mentores."

En 2020, con motivo del Día de la Tierra, National Geographic volvió a dar visibilidad al proyecto con un spot sobre el tití cabeciblanco en el que Rosamira Guillén resaltaba la necesidad de su conservación para proporcionar un futuro a esta especie.

## Premios y reconocimientos
- 2017 Premio National Geographic Society/Buffett al liderazgo ambiental en Latinoamérica.[7]
- 2015 The Whitley Award, premio internacional concedido por el Fondo Whitley para la Naturaleza (The Whitley Fund for Nature) que reconoce la labor conservacionista en pro del tití cabeciblanco.
- 2005 Joven Sobresaliente, premio al liderazgo personal y profesional concedido por la Cámara Junior Internacional.
- 1993 Premio de Arquitectura del Paisaje, por la Asociación de Arquitectos Paisajistas de los Estados Unidos.[10]
- 1991 Beca Fulbright Scholarship.